# Deconstructed (Bush)
Deconstructed è la prima compilation dei Bush, gruppo musicale britannico, realizzata nel 1997.
L'album non contiene nessuna nuova canzone, ma solo remix di canzoni pubblicate negli album precedenti. Alcune di queste vennero poi inserite, nel 2005, nel loro Greatest Hits: The Best of: 1994-1999. L'album ha un sound del tutto nuovo, in quanto contiene sia vecchi stili del rock che un sound appartenente alla musica elettronica, in particolare alla dance e al techno.
Le tracce 1,9 e 10 sono remix di canzoni provenienti dall'album Sixteen Stone. Le tracce 2 e 8 sono remix di canzoni dell'album Razorblade Suitcase. La traccia In a Lonely Place è stata pubblicata precedentemente per la colonna sonora del film Il corvo 2. L'unico singolo estratto da quest'album è Mouth (The Stingray Mix), pubblicato il 7 ottobre 1997.

## Tracce
1. Everything Zen (The Lhasa Fever Mix)- 4:17
2. Mouth (The Stingray Mix)- 4:32
3. Swallowed (Goldie/Toasted Both Sides Please Mix)- 5:48
4. Synapse (Philip Steir/My Ghost In The Bush Of Life Mix)- 6:29
5. History (Dub Pistols Mix)- 5:44
6. Personal Holloway (Fabio Paras/Soundclash Republic Mix)- 6:21
7. Bonedriven (Mekon/Beat Me Clever Mix)- 5:16
8. Insect Kin (Jack Dangers/Drum and Bees Mix)- 7:05
9. Comedown (Lunatic Calm Mix)- 6:37
10. Everything Zen (Derek DeLarge Mix)- 7:17
11. In a Lonely Place (Tricky Mix)- 5:57